# Sam Ghilane
Samya (Sam) Ghilane (29 oktober 1991) is een Nederlandse actrice.

## Biografie
Ghilane studeerde in 2016 af aan de Toneelacademie Utrecht. Voor het afronden van haar opleiding start ze al met acteren, zo is ze in 2012 te zien in de aflevering Bitch Fight van de televisieserie Van God Los en speelt ze in 2015 de hoofdrol in de korte film Leila. Ook speelt ze in verschillende voorstellingen.
In 2018 speelt ze de rol van Karima in Soof, de Musical naar de gelijknamige film.
In 2019 is ze te zien in de korte film Korte Kuitspier en als Juf Pauline de bioscoopfilm Mees Kees in de Wolken. De rol van Juf Pauline speelt ze het jaar daarna ook in de televisieserie Mees Kees.
Vanaf 2020 speelt Ghilane de rol van Dina Amrani in de televisieserie Oogappels, een rol die ze overneemt van Maryam Hassouni.

## Persoonlijk
Ghilane heeft een Marokkaanse vader en heeft via haar grootmoeder Joodse roots. Ze heeft een relatie met Jaïr Stranders, oprichter van Theater Na de Dam.

## Filmografie

### Film
- 2015: Leila, als Leila
- 2019: Korte Kuitspier, als Fatima
- 2019: Mees Kees in de Wolken, als juf Pauline
- 2021: Forever Rich, als agent
- 2022: Totem, als Arazon
- 2022: Kerstappels, als Dina Amrani
- 2023: Kleingeld, als gymjuf
- 2024: Goudappels, als Dina Amrani

### Televisie
- 2012: Van God Los, als Rabia Sihali
- 2020-2021: Mees Kees, als juf Pauline
- 2020-heden: Oogappels, als Dina Amrani
- 2022: Odds, als Vaisa Yildiz
- 2023: Flikken Rotterdam, als rijksrechercheur
- 2024: De Ring, als Jamilah